# Melaenornis infuscatus
El papamoscas tarabilla (Melaenornis infuscatus) es una especie de ave paseriforme de la familia Muscicapidae endémica de África Austral.

## Descripción
El papamoscas tarabilla mide unos 20 centímetros de largo. Tiene el plumaje de color castaño claro y tiene alas grandes con plumas de vuelo de bordes claros. Los juveniles están veteados. El papamoscas tarabilla emiten un sonido tipo «cher cher chirrup».

## Distribución y hábitat
El papamoscas tarabilla se encuentra en Sudáfrica, Botsuana y Angola. Suele posarse en las ramas bajas y los cables telefónicos. Su hábitat natural son las sabanas secas y zonas de matorral.

## Comportamiento

### Alimentación
El papamoscas tarabilla se alimenta de insectos. Come especialmente termitas, hormigas y escarabajos. También come algún reptil pequeño como las pequeñas serpientes del género Typhlops.

### Reproducción
El papamoscas tarabilla nidifica durante todo el año. Sin embargo el periodo cumbre de reproducción es entre septiembre y marzo, la época de lluvias en su hábitat. Suele poner entre dos y tres huevos. Anida cerca del suelo, entre los matorrales. La hembra incuba los huevos durante dos semanas aproximadamente, mientras el macho se encarga de alimentarla. Tras la eclosión los polluelos son alimentados por los dos miembros de la pareja. Los polluelos suelen dejar el nido después de entre once y catorce días.

## Estado de conservación
Está clasificado como especie bajo preocupación menor por la UICN, por tener un área de distribución amplia y una población estable.